# Суда
Суда или Соуда (грч. Σοῦδα) је велика византијска енциклопедија древног медитеранског света из 10. века, која се раније приписивала аутору по имену Соудас (Σουδας) или Соуидас (Σουιδας). То је енциклопедијски лексикон, написан на грчком, са 30.000 уноса, од којих многи црпе податке из античких извора који су од тада изгубљени, а често потичу од средњовековних хришћанских приређивача.

## Наслов
Наслов је вероватно извод од византијске грчке речи соуда, што значи „тврђава“, са алтернативним именом Суидас, које потиче од грешке коју је направио архиепископ града Солуна Евстатије, који је заменио наслов за име аутора. Пол Мас је једном иронизирао сугеришући да би наслов могао бити повезан са латинским глаголом суда, императивом у другом лицу једнине од сударе, што значи „знојити се“, али Франц Долгер је водио његово порекло до византијског војног лексикона (σουδα, „ров, ров“, па „тврђава“). Силвио Ђузепе Меркати је, с друге стране, предложио везу са новолатинским супстантивним гуида („водич“), транслитерованим на грчки као γουιδα.